# James Churchward
James Churchward (27 de fevereiro de 1851 - 4 de janeiro de 1936) foi um escritor britânico.
Irmão mais velho do autor maçom Albert Churchward (1852-1925), ficou mais conhecido por seus escritos sobre ocultismo. No entanto, ele também foi um inventor (com patentes registradas), engenheiro e um exímio pescador. Foi plantador de chá no Sri Lanka antes de ir para os Estados Unidos da América em 1890.

## Vida
Churchward serviu trinta anos na marinha britânica, e alegou que, enquanto servia na Índia, conheceu um sacerdote, Rishi, que mostrou tábuas escritas em uma língua que ele não conhecia, Naacal, e que contava a história de Mu, equivalente à Lemúria dos teosofistas. Outras tábuas, descobertas no México por William Niven, também seriam, segundo Churchward, escritas em Naacal.

## Obra
Em sua biografia intitulada My Friend Churchey and His Sunken Continent (Meu amigo Churchey e Seu Continente Submerso), discutiu sobre Mu com Augustus LePlongeon e sua esposa em 1890.
Patenteou a armadura de Aço NCV (níquel / cromo / vanádio), para proteger os navios durante a I Guerra Mundial, e outras ligas de aço. Depois de uma violação de patente em 1914, retirou-se para sua propriedade de 7 acres no lago Wononskopomuc em Lakeville, Connecticut, para responder às questões de suas viagens ao Pacífico.
Em 1926, aos 75 anos de idade, publicou The Lost Continent of Mu: Motherland of Man (O Continente Perdido de Mu: Pátria do Homem), no qual afirmava ter provado a existência de um continente perdido, chamado Mu, no Oceano Pacífico.